# مرندیز (بجستان)
مرندیز یکی از روستاهای شهرستان بجستان در استان خراسان رضوی ایران است. این روستا در فاصله ۳۵ کیلومتری شمال شرقی شهر بجستان در جنوب استان واقع شده است. جمعیت این روستا، ۵٫۷۶۶ نفر و شامل ۷۰۸ خانوار می‌باشد. مرندیز جزئی از دهستان یونسی بخش یونسی است و دارای کاروانسرا و حوض انبارهای تاریخی و قلعه و برج و باروی کهن است. قالی‌بافی و مرغداری و محصولات استراتژیک پسته و زعفران دارد.
سال 1402 جوانان روستا آقایان حسین روح بخش ف علی، محمد خورشیدی ف حاج حسن، رضا رجب زاده ف رمضانعلی اقدام به تألیف کتابی با نام مرندیز کهن از خاک تا افلاک نموده که در جلسه ای با حضور فرماندار وقت شهرستان بجستان این کتاب رو نمایی گردید